# 8501-es mellékút (Magyarország)
A 8501-es számú mellékút egy közel 8 kilométer hosszú, négy számjegyű mellékút Győr-Moson-Sopron vármegye területén, a Hanság vidékén; Lébény városát köti össze az 1-es főút öttevényi szakaszával. Lébény legjobb megközelítési útvonala a vármegyszékhely, Győr felől.

## Nyomvonala
Öttevény központjában ágazik ki az 1-es főútból, annak a 139+600-as kilométerszelvénye közelében, nem sokkal előtte ágazik ki a főútból a 14 101-es út Kunsziget felé. Kezdeti szakasza délnyugat felé indul, de hamar nyugatabbi irányt vesz, települési neve Miklósi utca, egészen a község nyugati széléig, amit nagyjából 900 méter után ér el. Majdnem pontosan az első kilométerénél, szintben keresztezi a Budapest–Hegyeshalom–Rajka-vasútvonal vágányait, és nem sokkal azután átlépi Mosonszentmiklós közigazgatási határát.
2,6 kilométer után, felüljárón, csomópont nélkül átszeli az M1-es autópálya nyomvonalát, de még ezután is jó darabon külterületek közt halad, csak mintegy 4,2 kilométer után lép be Mosonszentmiklós lakott területére, ahol először Szabadság tér, majd Zrínyi Miklós utca, a központban és onnan tovább nyugat felé pedig Fő utca a települési neve. A 4+750-es kilométerszelvénye táján beletorkollik észak felől a 8504-es út, amely az 1-es főúttal köti össze a községet, 5,4 kilométer után pedig kilép a település házai közül.
5,6 kilométer megtételét követően már Lébény területén húzódik, 6,5 kilométer után pedig eléri a kisváros lakott területének délkeleti szélét. Fő út néven húzódik Magasmart településrészben, egy ideig nyugatnak, majd az utolsó bő fél kilométerére ennél északabbi irányba fordulva. A 8417-es útba beletorkollva ér véget, annak a 32+100-as kilométerszelvénye közelében. Ugyanott csatlakozik bele a 8417-esbe az ellenkező irányból, északnyugat felől a 8528-as út, amely Rábcakapi-Tárnokréti térségétől vezet idáig, ez utóbbi mellékút kilométerszámozása ellentétes irányú, azaz szintén itt ér véget.
Teljes hossza, az országos közutak térképes nyilvántartását szolgáló kira.gov.hu adatbázisa szerint 7,779 kilométer.

## Települések az út mentén
- Öttevény
- Mosonszentmiklós
- Lébény